# Aselenizare
Aselenizarea (rareori alunizarea) sunt termeni din categoria explorării spațiului cosmic care desemnează o așezare lină a unui vehicul spațial pe suprafața Lunii, satelitul natural al Pământului. Termenul este similar aterizării și amartizării („aterizării” pe Marte).
A treia țară, după Statele Unite și Uniunea Sovietică, care a reușit aselenizarea a fost China, pe 13 decembrie 2013, când s-a reușit aselenizarea sondei Chang'e-3 și debarcarea pe Lună a roverului Iepurele de jad, un vehicul cu șase roți care are o masă de 120 de kilograme. Iepurele de jad a fost conceput pentru a efectua analize științifice ale solului lunar și observații prin telescop și a trimite pe Terra imagini în 3D cu satelitul său natural, timp de trei luni, perioadă în care se putea deplasa cu o viteză maximă de 200 de metri pe oră.
India a reușit același lucru cu misiunea Chandraayan-3 pe data de 23 august 2023, când sonda Vikram a reușit o aselenizare lină („soft landing”) în zona Polului Sud lunar, devenind astfel a patra țară (sau agenție spațială) care reușește cu succes acest lucru.
Sonda de aselenizare SLIM a Agenției Aerospațiale Japoneze a aselenizat lin pe 19 ianuarie 2024.

## Legături externe
- en Pagina NASA despre aselenizări, misiuni etc.
- en Moon missions (United States) pe Curlie
- en Project Apollo Archive Flickr Gallery: an independently organized collection of high-res photos for the Moon Landing and the Apollo Missions.